# Luisão (futebolista)
Ânderson Luís da Silva (Amparo, 13 de fevereiro de 1981), mais conhecido como Luisão, é um ex-futebolista brasileiro que atuava como zagueiro. Atualmente é diretor de futebol do Benfica, seu último clube como jogador.
Possui dois irmãos que também atuaram como zagueiros: Alex Silva e Andrei Silva, ambos já aposentados.

## Carreira

### Juventus-SP
O zagueiro começou sua carreira profissional em 1999, no Juventus. No total pela equipe paulista, atuou em 18 partidas e marcou um gol.

### Cruzeiro
Em abril de 2000 foi contratado pelo Cruzeiro, clube onde jogou até 2003. Foi o vice artilheiro da equipe no ano de 2002, com oito gols marcados. Pela Raposa, Luisão se tornou um dos maiores zagueiros da história do clube, onde conquistou títulos memoráveis como o Campeonato Brasileiro de 2003 e as Copas do Brasil de 2000 e 2003.

### Benfica
No verão de 2003, Luisão mudou-se para a Europa e foi contratado pelo Benfica, custando 1 milhão de euros. O brasileiro enfrentou um período difícil de adaptação, durante o qual se apresentou um pouco abaixo de suas capacidades. No entanto, o zagueiro conseguiu marcar na sua estreia na Primeira Liga, contra o Belenenses, no dia 14 de setembro. Nessa temporada, Luisão terminou com a conquista da Taça de Portugal contra a equipe do Porto comandada por José Mourinho. Na final realizada no dia 16 de maio de 2004, o Benfica venceu por 2–1 e faturou o título.

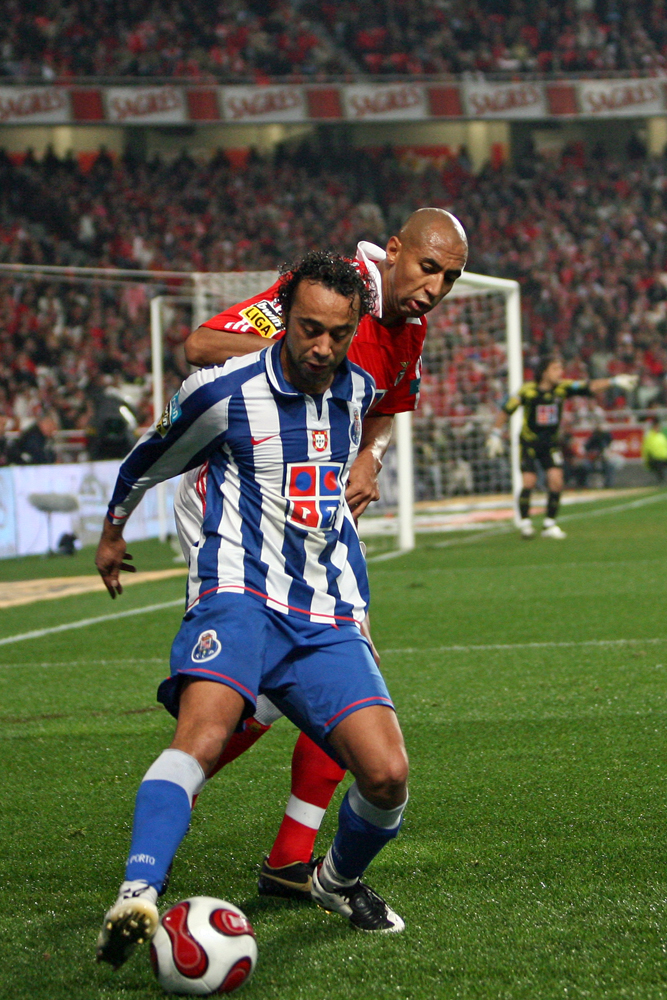
Luisão e Tarik Sektioui em 2007

Na temporada 2004–05, Luisão apresentado regularmente como defesa central do Benfica, ao lado de Ricardo Rocha, que aparece 29 vezes, contribuiu fortemente para o título dos encarnados. O primeiro gol de Luisão nessa temporada foi apontado frente ao Estoril Praia, no dia 24 de abril de 2005. No dia 14 de maio, Luisão foi decisivo num dos encontros entre rivais lisboeta, que levava a uma decisão do título, pois foi ele que marcou de cabeça frente ao rival Sporting. Na temporada 2005–06, venceu apenas a Supertaça, numa vitória de 1–0 contra o Vitória de Setúbal. A equipe chegou às quartas de final da Liga dos Campeões da UEFA, chegando mesmo a vencer o Liverpool, nas oitavas de final, equipa que era detentora do título europeu. Foi com esta mesma equipa que Luisão marcou e decidiu o jogo da ida na Luz, no dia 21 de fevereiro de 2006. Por sua vez, embora não tenha marcado, ele viu o Benfica a vencer o Liverpool por 2–0 em Anfield, no jogo de volta da eliminatória.

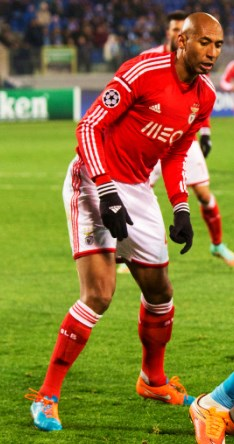
Luisão atuando na Liga dos Campeões em 2014

Na temporada 2006–07, Luisão foi nomeado capitão do clube em algumas partidas, devido a lesões de Nuno Gomes e Petit, mas o clube novamente não conseguiu garantir nenhuma conquista maior. Durante a temporada seguinte, em janeiro de 2008, Luisão foi envolvido em uma discussão em campo com o grego Kostas Katsouranis companheiro de equipe, durante um jogo do campeonato contra o Vitória de Setúbal. Ambos os jogadores foram rapidamente substituídos e receberam suspensões dadas pelo clube, e mais tarde houve um pedido de desculpas um ao outro. Mais uma vez, o zagueiro teve algumas lesões e jogos inconsistentes.
Luisão no início da temporada de 2008–09 arrancou da melhor forma, ao marcar um gol no minuto 59 do jogo da Copa da UEFA contra o Napoli. Foi o seu primeiro jogo da temporada nas competições europeias, e o seu primeiro gol da temporada em todas as competições. Na temporada seguinte, ele iria aproveitar a sua melhor temporada como profissional, aparecendo em um total de 45 partidas oficiais (4 050 minutos, com seis gols), com o Benfica a ganhar a Taça da Liga e a Primeira Liga. Nessa temporada, o clube fez uma boa campanha na Liga Europa, só tendo perdido frente ao Liverpool, no jogo de volta das quartas de final. No dia 28 de agosto de 2010, Luisão marcou através de um canto contra o Vitória de Setúbal, fazendo o 3–0 num jogo em que o resultado final foi de 8 a 1. Em 14 de setembro, Luisão entrou na história da Liga dos Campeões da UEFA, após marcar frente ao Hapoel Tel Aviv no primeiro jogo do grupo. A temporada de 2011–12 ficou marcada pela renovação de Luisão com o Benfica até 2016, com a conquista da quarta Taça da Liga, com o vice-campeonato e com a chegada do Benfica às quartas-de-final da Liga dos Campeões da UEFA, saindo derrotado pelo Chelsea, que se iria sagrar campeão europeu nessa temporada. É de realçar que nesta temporada, o Benfica ficou em primeiro lugar da fase de grupos, ultrapassando o Manchester United que ficaria em terceiro e o vencendo o Zenit nas oitavas da competição. É, pela sua classe e carácter como jogador, que atualmente é um dos jogadores mais adorados pelos adeptos benfiquistas, sendo considerado um dos melhores defesas centrais que já passaram pela equipa Lisboeta.

#### 2014–15
No dia 26 de abril de 2015, a 30ª jornada do campeonato torna-se no capitão com mais jogos pelo Benfica 329 no total, superando os 328 do histórico Mário Coluna.

#### 2016–17
É atualmente o segundo jogador com mais jogos de águia ao peito, com 538 jogos, atrás apenas de Nené, que tem 578 partidas disputadas. Com esta marca colocou António Veloso em 3º lugar (535 partidas).

### Aposentadoria
Anunciou oficialmente a sua aposentadoria no dia 25 de setembro de 2018. Em sua homenagem, foi realizada uma cerimônia de despedida que contou com companheiros, treinadores, corpo técnico, família e alguns jornalistas no Estádio da Luz.

## Seleção Nacional

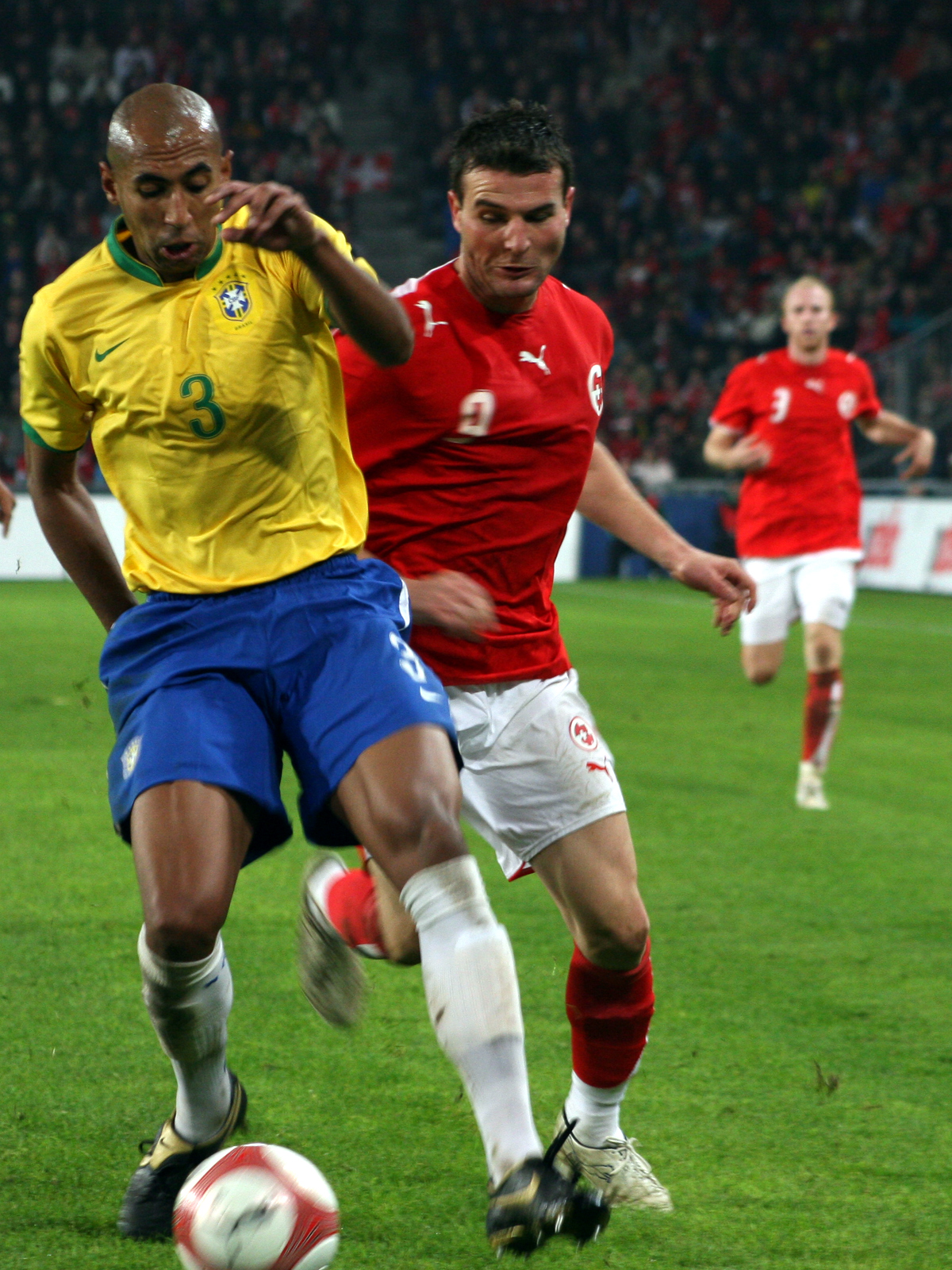
Luisão pela Seleção Brasileira contra a Suíça

Luisão estreou pela Seleção Brasileira no dia 23 de julho de 2001, contra Honduras, pelas quartas de final da Copa América de 2001.
Na Copa América de 2004, que este venceu o seu primeiro título pela canarinha, Luisão atuou em todas as partidas, inclusive na final contra a Argentina, onde marcou o seu primeiro gol pela Seleção Brasileira.
Em 2005 foi convocado para a Copa das Confederações FIFA, realizada na Alemanha. No entanto, não foi utilizado por Carlos Alberto Parreira e permaneceu na reserva de Lúcio e Roque Júnior, sem atuar em nenhuma partida.
Luisão também marcou presença no Copa do Mundo FIFA de 2006, mas aí o Brasil não passaria das quartas de final, sendo eliminado após uma derrota de 1–0 para a França.
Em 2009, Luisão sagrou-se novamente campeão da Copa das Confederações FIFA. O zagueiro atuou em quatro dos cinco jogos do Brasil na competição, incluindo a vitória por 1–0 sobre a África do Sul nas semifinais e a vitória por 3–2 contra os Estado Unidos na final.
Após uma temporada constante pelo Benfica, Luisão foi convocado por Dunga para a Copa do Mundo FIFA de 2010, realizada na África do Sul. Reserva de Lúcio e Juan, não atuou na competição e viu o Brasil ser eliminado pela Holanda nas quartas de final.

## Embaixador e diretor de futebol do Benfica
Em novembro de 2018, pouco após se aposentar dos gramados, passou a desempenhar a função de Embaixador das Relações Internacionais do Benfica, permanecendo no cargo até junho de 2020. Com o retorno do treinador Jorge Jesus ao clube, Luisão passou a ser diretor técnico e performance, aproximando-se novamente tanto da equipe principal como também do Benfica Campus, funcionando como elo de ligação entre todos os departamentos.
Apesar de Jorge Jesus sair, mesmo com as passagens de Nélson Veríssimo no final da temporada 2021–22 (como treinador interino) e com a vinda do treinador Roger Schmidt e sua comissão técnica em 2022–23, Luisão manteve a sua posição e permaneceu no clube onde é ídolo.

## Títulos
Cruzeiro
- Copa do Brasil: 2000 e 2003
- Copa Sul-Minas: 2001 e 2002
- Supercampeonato Mineiro: 2002
- Campeonato Mineiro: 2003
- Campeonato Brasileiro: 2003

Benfica
- Taça de Portugal: 2003–04, 2013–14 e 2016–17
- Primeira Liga: 2004–05, 2009–10, 2013–14, 2014–15, 2015–16, 2016–17 e 2018–19
- Taça da Liga: 2008–09, 2009–10, 2010–11, 2011–12, 2013–14, 2014–15 e 2015–16
- Supertaça de Portugal: 2005, 2014, 2016 e 2017

Seleção Brasileira
- Copa América: 2004
- Copa das Confederações FIFA: 2005 e 2009